# Espostoa blossfeldiorum
Espostoa blossfeldiorum är en kaktusväxtart som först beskrevs av Erich Werdermann, och fick sitt nu gällande namn av Franz Buxbaum. Espostoa blossfeldiorum ingår i släktet Espostoa och familjen kaktusväxter. Inga underarter finns listade i Catalogue of Life.

## Bildgalleri

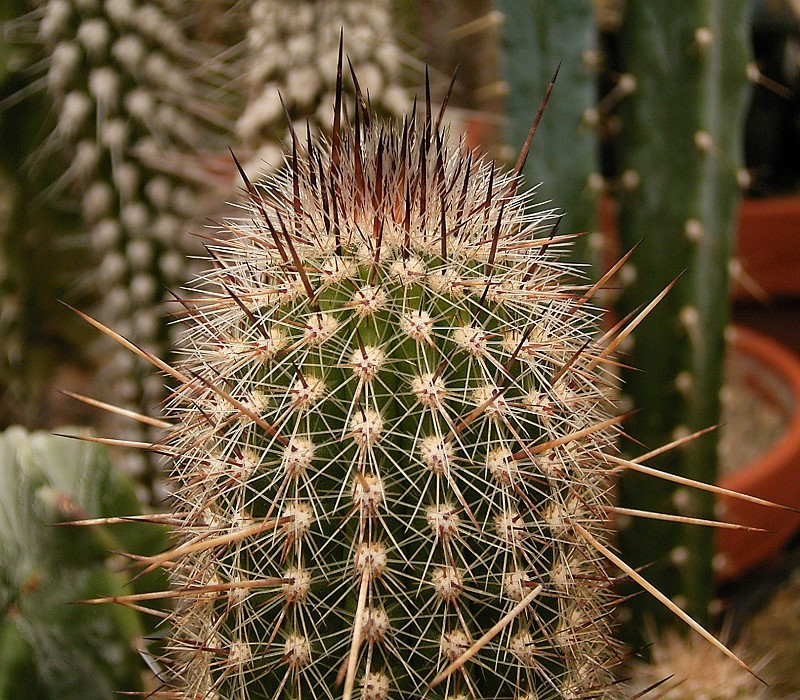
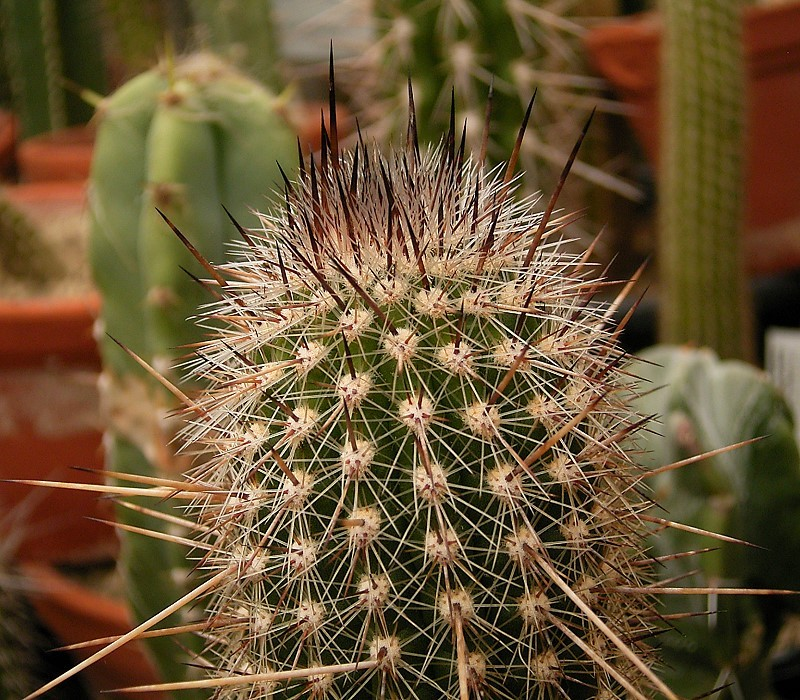
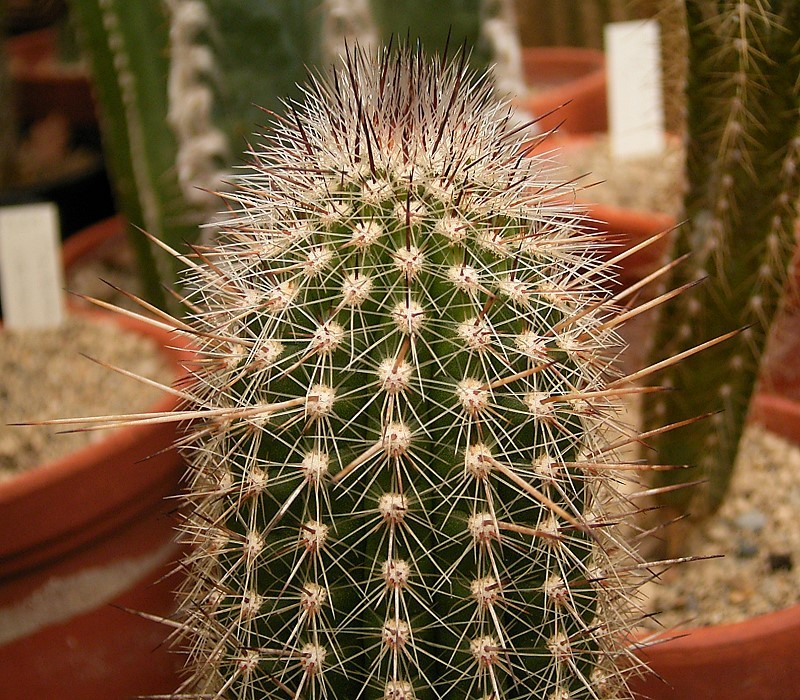
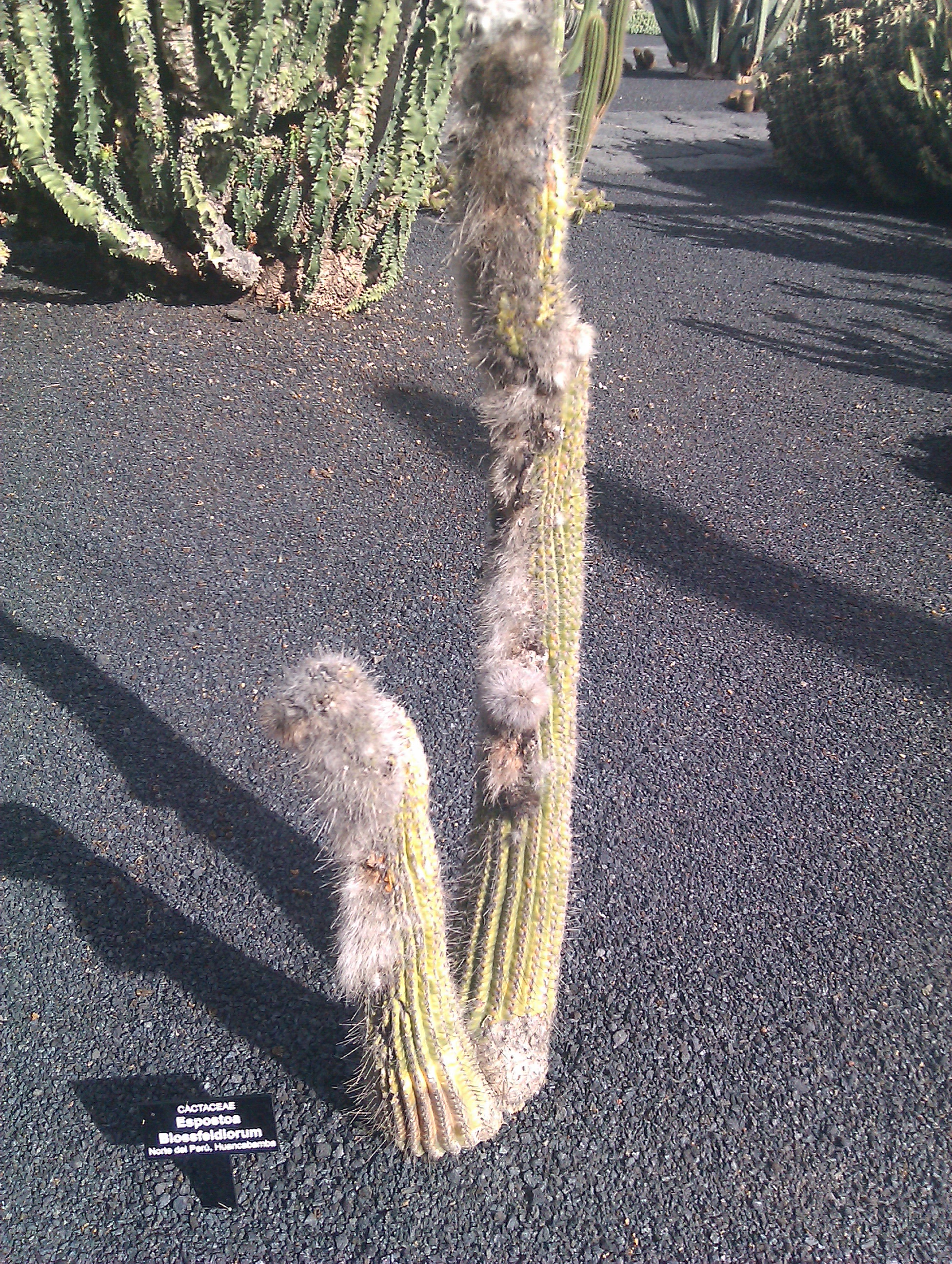